# 班斯卡-比斯特里察
班斯卡-比斯特里察是斯洛伐克中部的一座主要城市，班斯卡-比斯特里察州首府，位于赫龙河畔河谷的窄长河谷，周邊由下塔特拉山、大法特拉山和克雷姆尼察山形成的山脉包围，人口约8万，是全国的第6大城市。该城建于公元9世纪，1255年被划为市，原本以铜矿开采为主要商业活动，到了中世纪时富有的居民在市内建造教堂、住宅与防御工事。
著名的建筑师邬达克1893年即生于该市。

## 友好城市
班斯卡-比斯特里察有以下友好城市：
- 意大利阿尔巴（1967年起）
- 英国达勒姆（1967年起）
- 捷克共和国赫拉德茨-克拉洛韦（1967年起）
- 匈牙利绍尔戈陶尔扬（1967年起）
- 俄罗斯图拉（1967年起）
- 以色列海尔兹利亚（1995年起）
- 希腊拉里萨（1995年起）
- 保加利亚蒙塔纳（1995年起）
- 波兰塔尔诺布热格（1995年起）
- 克罗地亚扎达尔（1995年起）
- 意大利阿斯科利皮切诺（1998年起）
- 德国哈尔伯施塔特（1998年起）
- 匈牙利达巴斯（2000年起）
- 黑山布德瓦（2001年起）
- 波兰拉多姆（2001年起）
- 塞尔维亚科瓦契察（2002年起）
- 塞尔维亚弗尔沙茨（2004年起）
- 法国圣艾蒂安（2006年起）